# Kontrolní tabulka

Kontrolní tabulka pro sběr údajů o kvalitě

Kontrolní tabulka nebo též kontrolní list nebo kontrolní formulář pro sběr údajů slouží ke sběru a zaznamenání prvotních kvantitativních údajů o jakosti, např. počet a druh vad nebo problémů, které se vyskytly během výrobního procesu nebo při výstupní kontrole. Cílem je získat celkový přehled o stavu kvality a dát odpovědným osobám možnost rozhodovat se na základě faktů. Při návrhu formuláře, sběru a zaznamenání dat je třeba zvážit několik hledisek:
- Princip stratifikace - proces třídění dat, jehož cílem je oddělení dat různých zdrojů tak, aby bylo možno rychle identifikovat původ každé položky a tím i původ případného souvisejícího problému.
- Principy jednoduchosti, standardizace a vizuální interpretace - je kladen důraz na jednoduchost zápisu dat, aby ho mohl provést každý. Záznam má být proveden jednoduše za použití značek či čárek namísto číselných údajů. Data by měla být zapsána v takové formě, aby se již při dalším zpracování nemusela přepisovat do dalších formulářů.